# 제5공군
제5공군(영어: Fifth Air Force)은 일본 요코타 비행장에 주둔하는 미국 태평양 공군의 서수공군이다.
현재 제5공군 사령관은 주일 미군 사령관을 겸직하고 있다.

## 역사

### 제2차 세계 대전
1911년 1월 11일, 미국 육군은 필리핀 지부 공군(Philippine Department Air Force)를 필리핀 루손섬의 니콜스 비행장에서 창설했다. 당시 필리핀은 미국의 식민지였다. 1946년 7월 4일에 독립했다.
제2차 세계 대전 당시, 1차 필리핀 전역에서 제5공군은 처음으로 일본군과 교전했다.

### 한국 전쟁

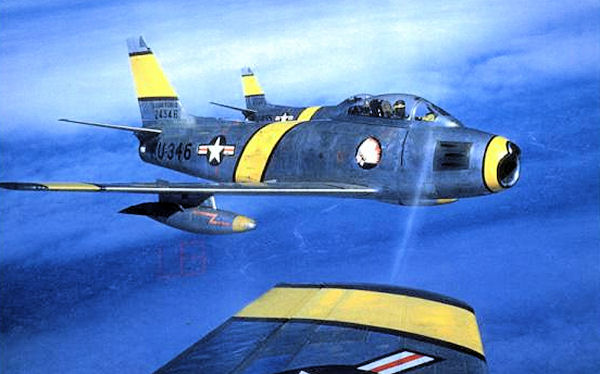
한국전쟁에 참전 중인 제5공군의 F-86 세이버 전투기

6.25 전쟁에 참전했다. 백마고지 전투에서 제5공군은 745 소티 출격했다. 네이팜탄 358발을 포함해 폭탄 2700발을 백마고지에 투하했다.

### 냉전
1974년 11월 11일, 요코타 공군기지로 사령부를 이전했다.

### 21세기
2019년 4월 21일, 공군부는 요코타 비행장에 제5공군의 항공우주작전센터를 설치할 계획이라고 밝혔다.

## 산하 조직

### 사령부
- 제5(V)공군근무대; 1943년 6월 18일 ~ 1944년 6월 15일
- 제5(V)항공근무지역대; 1944년 1월 9일 ~ 1944년 6월 15일
- 제5(V)폭격사령부; 1941년 11월 14일 ~ 1946년 5월 31일
- 제5(V)전투사령부; 1942년 8월 25일 ~ 1946년 5월 31일
- 제5요격기사령부; 1941년 11월 4일 ~ 1942년 4월 6일
제1차 필리핀 전역(1941년 12월 20일 ~ 1942년 4월 9일) 동안 육군 항공대 보병부대가 되었음.
- 극동공군근무대 (이후, 제5공군기지; 제5(V)공군기지); 1941년 10월 28일 ~ 1942년 11월 2일

### 사단
- 제39항공사단; 1954년 9월 1일 ~ 1968년 1월 15일
- 제41항공사단; 1954년 9월 1일 ~ 1968년 1월 15일
- 제43항공사단; 1954년 9월 1일 ~ 1957년 10월 1일
- 제313항공사단; 1955년 3월 1일 ~ 1991년 10월 1일
- 제314항공사단; 1946년 5월 31일 ~ 1950년 3월 1일; 1950년 12월 1일 ~ 1951년 5월 18일; 1955년 3월 15일 ~ 1986년 9월 8일
- 제315항공사단(전, 제315혼성비행단): 1946년 6월 1일 ~ 1950년 3월 1일

### Wing
- 제8전투비행단; 1950년대
- 제18비행단 -  가데나 공군기지; 1991년 10월 1일 ~ 현재
- 제35전투비행단 - 미사와 비행장; 199$년 10월 1일 ~ 현재
- 제51전투비행단; 1955년 ~ 1986년 9월
- 제374항공수송비행단 - 요코타 비행장; 1992년 4월 1일 ~ 현재
- 제432전술전투비행단(이후의 제432전투비행단) - 미사와 비행장; 1984년 7월 1일 ~ 10월 31일
- 제6100지원단 - 다치카와 비행장

### Group
- 제2전투화물비행전대; 1944년 10월 ~ 1946년 1월 15일

## 기록

### 계보
- 1941년 8월 16일, Philippine Department Air Force→필리핀 지부 공군으로 창설됨.

1941년 9월 20일, 활동 개시.
1941년 11월 16일, Far East Air Force→극동공군로 재편성됨됨.
1942년 2월 5일, 5 Air Force→제5공군로 재편성됨.
1942년 9월 18일, Fifth Air Force→제5공군로 재편성됨.

### 소속
- 미국 육군 필리핀 지부; 1941년 9월 20일
- 주오스트레일리아 미군(이후의 주오스트레일리아 미국 육군); 1941년 12월 23일

- 미국-영국-네덜란드-오스트레일리아 사령부(ABDACOM); 1942년 2월 23일
- 남서태평양 지역, 연합공군; 1942년 11월 2일
- 극동공군 (임시); 1944년 6월 15일
- 극동공군; 8월 3일

1945년 12월 6일, 재지정됨: 미국 육군, 태평양 항공사령부;
1947년 1월 1일, 재지정됨: 극동공군;
1957년 7월 1일, 재지정됨; 태평양 공군;

### 거점
1. 로손 니콜스 비행장; 1941년 9월 20일
2. 오스트레일리아 다윈; 1941년 12월 31일
3. 바자 반둥; 1942년 1월 18일
4. 오스트레일리아 브리즈번; 1942년 3월
5. 뉴기니 나드잡; 1944년 6월 15일
6. 스하우텐섬 오위; 1944년 8월 10일
7. 레이터 부라우에서; 1944년 11월 20일
8. 민도로 산호세; 1945년 1월 일
9. 루손 클라크 비행장; 1945년 4월 일
10. 오키나와 하마사키 모토부 비행장; 1945년 8월 4일
11. 일본 이루마; 1945년 9월 25일
12. 일본 도쿄; 1946년 1월 13일
13. 일본 나고야; 1946년 5월 20일
14. 대한민국 서울; 1950년 12월 1일
15. 대한민국 대구; 1950년 12월 22일
16. 대한민국 서울; 1951년 6월 15일
17. 대한민국 오산; 1954년 1월 25일
18. 일본 나고야 비행장 (이후의 나고야 AS, 모리야마 AS); 1954년 9월 1일
19. 일본 후추 공군기지;1957년 7월 1일
20. 일본 요코타 비행장; 1974년 11월 11일 ~ 현재

### 전역
- World War II: Philippine Islands; East Indies; Papua; New Guinea; Bismarck Archipelago; Leyte; Luzon; Southern Philippines
- Korea: UN Defensive; UN Offensive; CCF Intervention; First UN Counteroffensive; CCF Spring Offensive; UN Summer-Fall Offensive; Second Korean Winter; Korea, Summer-Fall 1952; Third Korean Winter; Korea, Summer-Fall 1953.

### 표창
- Distinguished Unit Citations
  - 필리핀 제도, 1941년 8월 ~ 12월 22일
  - 필리핀 제도, 1941년 12월 7일 ~ 1942년 5월 10일
  - 파푸아, 1942년 9월 ~ 1943년 1월 23일

- Air Force Outstanding Unit Awards
  - 1987년 8월 1일 ~ 1989년 7월 31일
  - 1994년 10월 1일 ~ 1996년 9월 30일
  - 1998년 10월 1일 ~ 2000년 9월 30일
  - 2005년 1월 1일 ~ 2006년 9월 30일

- 필리핀 대통령 부대 표창

- 대한민국 대통령 부대 표창
  - 1950년 7월 24일 ~ 1951년 3월 15일
  - 1951년 3월 16일 ~ 1952년 9월 30일
  - 1952년 10월 1일 ~ 1953년 7월 27일
  - 1983년 9월 1일 ~ 11월 14일

## 같이 보기
- 주오스트레일리아 미국 육군 항공대
- 남서 태평양 전구의 미국 육군 항공대
- 주한 미국 공군

### 자료
- “Fifth Air Force (PACAF)” (영어). Air Force Historical Research Agency. 2009년 8월 26일. 2019년 5월 25일에 확인함.
- “5TH AIR FORCE” (영어). Air Force Historical Research Agency. 2012년 4월 23일. 2018년 9월 14일에 원본 문서에서 보존된 문서. 2019년 5월 25일에 확인함.